# Valldán
Valldán (en catalán: La Valldan o Sant Bartomeu de la Valldan) es una localidad perteneciente al municipio de Berga, en la provincia de Barcelona, España.

## Demografía
| Gráfica de evolución demográfica de Valldán entre 1842 y 1960 |
| |
| Población de derecho según los censos de población del INE. Población de hecho según los censos de población del INE.En este censo se denominaba Valldán y San Pedro de Madrona: 1842. Entre el censo de 1970 y el anterior, este municipio desaparece porque se integra en el municipio Berga. |